# فهرست فیلم‌های هندی ۲۰۲۳
فهرست فیلم‌های هندی ۲۰۲۳ (انگلیسی: List of Indian films of 2023)، در ذیل فهرست فیلم‌های هندی که در سال ۲۰۲۳ به نمایش درآمده‌اند، ارائه شده‌است.

## درآمد حاصل از گیشه فروش
فهرست پرفروش‌ترین فیلم‌های هندی در سال ۲۰۲۳، براساس درآمد گیشه فروش در جهان طبق جدول زیر است.
| * | نشان‌دهنده فیلم‌هایی است که هنوز در بازار جهانی در حال فروش هستند. |

| رتبه | نام فیلم                  | شرکت تولیدکننده                                              | توزیع کننده                                                                                       | زبان  | فروش جهانی                                 | مرجع         |
| ---- | ------------------------- | ------------------------------------------------------------ | ------------------------------------------------------------------------------------------------- | ----- | ------------------------------------------ | ------------ |
| ۱    | جوان                      | - رد چیلیز انترتینمنت                                        | - پن مارودار انترتینمنت - یاش راج فیلمز                                                           | هندی  | ۱٬۱۴۸ کرور روپیه (۱۴۰ میلیون دلار آمریکا)  | [ ۲ ]        |
| ۲    | پتان                      | یاش راج فیلمز                                                | یاش راج فیلمز                                                                                     | هندی  | ۱٬۰۵۰ کرور روپیه (۱۳۰ میلیون دلار آمریکا)  | [ ۳ ]        |
| ۳    | حیوان *                   | - تی-سریز - بادراکالی پیکچرز - سین۱ اسستودیوز                | - ای‌ای فیلمز - یی۴ انترتینمنت - سری ونکاتسوارا پروداکشنز - کی‌وی‌ان پروداکشنز                       | هندی  | ۸۸۸٫۱۷ کرور روپیه (۱۱۰ میلیون دلار آمریکا) | [ ۴ ] [ ۱ ]  |
| ۴    | شورش ۲                    | - زی استودیوز - آنیل شرما پروداکشنز - ام‌ام موویز             | زی استودیوز                                                                                       | هندی  | ۶۹۱٫۰۸ کرور روپیه (۸۷ میلیون دلار آمریکا)  | [ ۵ ] [ ۱ ]  |
| ۵    | لئو                       | سون اسکرین استودیو                                           | سون اسکرین استودیو سیتارا انترتینمنتز سری گوکولام موویز ای‌ای فیلمز                                | تامیل | ۶۲۰٫۵ کرور روپیه (۷۸ میلیون دلار آمریکا)   | [ ۶ ]        |
| ۶    | زندانبان                  | سان پیکچرز                                                   | سان پیکچرز                                                                                        | تامیل | ۶۰۷ کرور روپیه (۷۶ میلیون دلار آمریکا)     | [ ۷ ]        |
| ۷    | سالار: قسمت اول - آتش‌بس * | هومبال فیلمز (Hombale Films)                                 | هومبال فیلمز پریتویراج پروداکشنز رد جاینت موویز ای‌ای فیلمز میتری مووی میکرز (Mythri Movie Makers) | تلوگو | ۵۴۰٫۲۵ کرور روپیه (۶۸ میلیون دلار آمریکا)  | [ ۸ ]        |
| ۸    | تایگر ۳                   | یاش راج فیلمز                                                | یاش راج فیلمز                                                                                     | هندب  | ۴۶۶٫۶۳ کرور روپیه (۵۸ میلیون دلار آمریکا)  | [ ۹ ] [ ۱ ]  |
| ۹    | دانکی *                   | - رد چیلیز انترتینمنت - جیو استودیوز - راجکومار هیرانی فیلمز | - پن مارودار انترتینمنت - یاش راج فیلمز                                                           | هندی  | ۴۰۰٫۳۷ کرور روپیه (۵۰ میلیون دلار آمریکا)  | [ ۱۰ ] [ ۱ ] |
| ۱۰   | داستان عشق راکی و رانی    | - دارما پروداکشنز - وایاکام۱۸ استودیوز                       | وایاکام۱۸ استودیوز                                                                                | هندی  | ۳۵۵٫۶۱ کرور روپیه (۴۵ میلیون دلار آمریکا)  | [ ۱۱ ] [ ۱ ] |

## فهرست فیلم‌های هندی در سال ۲۰۲۳
- فهرست فیلم‌های سینمای هند ۲۰۲۳
- فهرست فیلم‌های تامیل ۲۰۲۳
- فهرست فیلم‌های مالایالم ۲۰۲۳
- فهرست فیلم‌های تلوگو ۲۰۲۳
- فهرست فیلم‌های بنگالی ۲۰۲۳
- فهرست فیلم‌های آسامی ۲۰۲۳
- فهرست فیلم‌های گجراتی ۲۰۲۳
- فهرست فیلم‌های بوجپوری ۲۰۲۳
- فهرست فیلم‌های کنادا ۲۰۲۳
- فهرست فیلم‌های مراتی ۲۰۲۳
- فهرست فیلم‌های اوریه ۲۰۲۳
- فهرست فیلم‌های پنجابی ۲۰۲۳
- فهرست فیلم‌های تولو ۲۰۲۳